# WAKE,N
《WAKE,N》是韓國男子音樂組合NU'EST由於成員黃旼炫加入限定團體Wanna One後，衍生的分隊NU'EST W所發行的第三張也是最後一張迷你專輯。專輯於2018年11月26日發行，主打歌曲為〈HELP ME〉。實體專輯以三種不同版本以及三種KIHNO版本發售。

## 背景
2018年11月1日由PLEDIS娛樂正式確認，NU'EST W於11月26日迎來最後一張專輯。9日上午，Dispatch公布成員JR、REN的專輯事前宣傳照，展開首波宣傳活動。
11月12日韓國時間零時，PLEDIS娛樂透過官方Youtube頻道和SNS公開前導預告片及專輯名稱《WAKE,N》，影片延續前張專輯《WHO, YOU》的神秘風格，引發強烈的好奇心，最後出現的文字「2018.11.26.6PM」預示音源發布時間。
11月13日韓國時間零時，透過NU'EST官方SNS公布DREAM VER.概念宣傳網頁，網頁中未知的電波信號結束後，出現了詩人채민성（Chae Min-sung）的詩句〈失去的季節〉，留下耐人尋味的謎題。14日韓國時間零時，公開專輯DREAM VER.的官方個人預告照。15日韓國時間零時，公布CRACK VER.概念宣傳網頁，網頁中再度出現未知的電波信號，結束後出現了詩人이관민（Lee Jung-ha）的詩句〈島〉。16日韓國時間零時，公開專輯CRACK VER.的官方個人預告照。同日Dispatch亦公布成員ARON、白虎的專輯事前宣傳照。17日韓國時間零時，公布COLLAPSE VER.概念宣傳網頁，網頁中出現的未知電波信號結束後，公開了專輯COLLAPSE VER.的官方個人預告照。神秘別緻的宣傳方式，引發熱烈的討論，增加了大眾的好奇心。在17日至20日，Dispatch依序公開JR、ARON 、白虎、REN四名成員的專輯封面拍攝現場黑白Phone camera版本。
11月19日韓國時間零時，透過NU'EST官方SNS公開團體預告照。20日韓國時間零時，官方SNS公開新專輯《WAKE,N》的曲目表，收錄了包括主打歌〈HELP ME〉在內的7首歌曲，四名成員皆各自參與了專輯歌曲的創作。21日韓國時間零時，官方SNS公開雙人預告照。21日韓國時間23時，官方SNS公開個人POINT預告照，同時以四組密碼分別代表對NU'EST W和粉絲L.O.Λ.E 有特別意義的地點，包括14-252︰麻浦區廳站入口（If You初次逆應援地點地鐵合井站附近）、08-155︰崇禮小學（初次FanMeeting地點高麗大學附近）、14-166︰上岩小學（音樂節目初一位電視台附近）、24-244︰奧林匹克公園站（初次單獨演唱會附近），在此四個地點放置新專輯《WAKE,N》的公車站廣告。
11月22日韓國時間零時，透過NU'EST官方Youtube頻道和SNS公開最新專輯《WAKE,N》的音源試聽共1分20秒，發表了每首歌曲的重點片段，對於專輯整體風格與每首歌曲的亮點，不斷獲得廣泛的迴響討論，提高了大眾對新專輯的期待度。PLEDIS娛樂相關人士並透露此次NU'EST W成員們不僅參與音樂創作，在企劃、宣傳等皆提出多樣化的想法，以音樂、詩、各種信號等不同的方式傳達想對粉絲們說的話。23日韓國時間零時，PLEDIS娛樂透過官方Youtube頻道和SNS公開新專輯《WAKE,N》主打歌〈HELP ME〉的25秒預告片，強烈的音樂旋律與電影般細膩的畫面，成功刺激了期待感。25日韓國時間18點，回歸前夕NU'EST W以官方V LIVE頻道舉行直播節目，向歌迷展示新造型與新專輯概念，成員們表現出對專輯的期望，歌迷們瘋狂熱情的反應可預期新專輯的大賣。

## 正式發行
2018年11月26日，NU'EST W第三張迷你專輯《WAKE,N》於韓國時間18時正式透過數位音樂網站公開，PLEDIS娛樂透過官方Youtube頻道和SNS同時公開主打曲〈HELP ME〉的音樂錄影帶。當天NU'EST W在首爾Blue Square IMarket Hall舉行專輯紀念媒體發布會與音樂會，並於NU'EST W官方V LIVE頻道直播音樂會。在眾多歌手回歸的11月，主打歌〈HELP ME〉音源公開後在Mnet、NAVER MUSIC、Soribada等榜單長時間排名第一，Bugs位列第二，在最大的音源網站Melon最高排名十三，其餘歌曲音源亦全部進入各大榜單的上位圈，在搜尋排行榜上持續高階排名。11月28日於2018亞洲明星盛典（AAA）首次公開主打曲〈HELP ME〉舞台表演，呈現完美獨特的音樂概念與充滿吸引力的現場表演。首周實體專輯銷售量突破18萬張，音樂品質廣受國內外高度肯定。
此次回歸期美國權威音樂雜誌Billboard兩次專訪NU'EST W。首先Billboard以標題「NU'EST W討論他們的藝術性、東山再起與在高點結束2018」的文章報導他們的音樂與成功，專訪內容聚焦於NU'EST W的音樂風格與獨特經驗，Billboard以「在激烈的韓樂世界中象徵著第二次機會」、「在過去兩年中獲得了巨大的成功」等報導內容，正面肯定了NU'EST W成立近兩年來的成就。而後Billboard針對新專輯《WAKE,N》再度進行專訪，標題為「NU'EST W討論《WAKE,N》與其音樂製程」，在專訪中NU'EST W介紹了專輯主題、主打歌曲、收錄歌曲、個人獨唱曲與每個成員的創作過程，專訪的最後NU'EST W誠摯地表達了對全球粉絲的感謝與愛意。

## 專輯概要
《WAKE,N》是NU'EST W組成小分隊後第三張也是最後一張實體專輯，其中包含六首歌曲與一首管弦樂曲。此次專輯特點在於傳達真心的感情，將此投注在音樂、歌詞的創作中，期望能帶來更加自然深刻的情感。
專輯名稱《WAKE,N》有著「從睡夢中甦醒」與「從情感中覺醒」雙重意義，主打歌〈HELP ME〉與收錄曲〈L.I.E〉呈現「從睡夢中甦醒」的含意，成員們各自的SOLO曲則描繪了「從情感中覺醒」的色彩。主打歌〈HELP ME〉是帶有強烈旋律的R&B舞曲，融合爵士與流行樂（Fusion Pop），節奏上複雜精細，本身便具有沉重的元素；歌詞則是使用非正式敬語體的抒情風格，與曲風形成鮮明的對比；在舞蹈方面，以鑽石形式象徵祈禱合掌的手勢是最大的特點。
收錄曲〈L.I.E〉是一首靜緩的抒情歌，歌曲開頭獨特的唱腔與充滿酸澀的歌詞，充分地傳達了歌名。ARON的SOLO曲〈WI-FI〉以接近WI-FI信號的喜悅表現兩人接近時的甜蜜浪漫；JR的SOLO曲〈I HATE YOU〉以人與人之間無可避免的傷害引起的憤怒作為主調；REN的SOLO曲〈나, 너에게〉重點在於領悟現實的孤獨哀傷，深刻地展示人們的成長痛，同時也隱含著對幸福的想望；白虎的SOLO曲〈FEELS〉描述希望對方也能感受到自己快樂豐沛的感情，為專輯帶來動感的節奏。最後實體專輯特別收錄曲〈Dal Segno〉則是一首規模宏偉的管弦樂曲，以戲劇性的旋律吸引目光焦點。全張專輯保持神祕夢幻的完美氛圍。

## 發行版本
實體專輯以三種版本（DREAM、CRACK、COLLAPSE）的一般專輯以及KIHNO專輯發售。
| 實體專輯版本 | 實體專輯配置 |
| 一般專輯     | - 專輯寫真書（82頁），200mm x 200mm（全版本3種） - 隨機寫真小卡1張，全4種，55mm x 85mm（全版本12種） - 隨機CD版面設計1種，全4種（全版本12種） - [初回限定贈品] 隨機SPRCIAL W CARD 1張，70mm x 100mm（全版本3種） - [初回限定贈品] 隨機海報1張，420mm x 594mm（全版本5種） |
| KIHNO專輯    | - 專輯包裝，110mm x 157mm - KIHNO卡1種，60mm x 60mm - 寫真卡32張，74mm x 105mm - 隨機明信片3張，104mm x 154mm（全版本9種） |

## 曲目
| 曲序 | 曲目                   |                   | 作曲                                    | 编曲                         | 时长 |
| ---- | ---------------------- | ----------------- | --------------------------------------- | ---------------------------- | ---- |
| 1.   | L.I.E                  | 白虎, JR, BUMZU   | BUMZU, 白虎, 朴瑟其（153/Joombas）      | 朴瑟其（153/Joombas）        | 3:45 |
| 2.   | HELP ME                | 白虎, JR, BUMZU   | BUMZU, 白虎                             | BUMZU, Anchor（PRISMFILTER） | 3:32 |
| 3.   | WI-FI（ARON SOLO）     | ARON, 白虎, BUMZU | BUMZU, 白虎, Daehan（153/Joombas）      | Daehan（153/Joombas）        | 3:14 |
| 4.   | I HATE YOU（JR SOLO）  | JR, BUMZU         | BUMZU, Anchor（PRISMFILTER）            | BUMZU, Anchor（PRISMFILTER） | 3:14 |
| 5.   | 나, 너에게（REN SOLO） | REN, BUMZU        | BUMZU, REN, 白虎, 박기태（PRISMFILTER） | 박기태（PRISMFILTER）        | 4:14 |
| 6.   | FEELS（BAEKHO SOLO）   | 白虎, BUMZU       | BUMZU, 白虎, 박기태（PRISMFILTER）      | 박기태（PRISMFILTER）        | 3:42 |

| CD Only  | CD Only   | CD Only           | CD Only |
| 曲序     | 曲目      | 作曲              | 时长    |
| -------- | --------- | ----------------- | ------- |
| 7.       | Dal Segno | 秋大觀(Mono Tree) | 3:23    |
| 总时长： | 总时长：  | 总时长：          | 25:04   |

## 成績

### 榜單成績
| 地區 | 榜單               | 類型               | 類型               | 停留時間                              | 最高位置 | 總銷量/總下載量 | 參考資料 |
| ---- | ------------------ | ------------------ | ------------------ | ------------------------------------- | -------- | --------------- | -------- |
| 韓國 | Gaon榜             | 專輯榜             | 週榜               | 2018年11月26日－2019年1月5日（共5周） | #1       | 191,461+        | [ 58 ]   |
| 韓國 | Gaon榜             | 專輯榜             | 月榜               | 2018年11月-12月                       | #4       | 191,461+        | [ 58 ]   |
| 韓國 | Gaon榜             | 專輯榜             | 年榜               | 2018年                                | 25       | 191,461+        | [ 58 ]   |
| 韓國 | Gaon榜             | 單曲榜             | 週榜               | 2018年11月26日－12月22日（共4周）     | #9       |                 | [ 58 ]   |
| 韓國 | Gaon榜             | 下載榜             | 週榜               | 2018年11月26日－12月22日（共4周）     | #1       |                 | [ 58 ]   |
| 韓國 | Gaon榜             | 社交媒體榜         | 週榜               | 2018年11月26日－12月15日（共3周）     | #5       |                 | [ 58 ]   |
| 韓國 | Gaon榜             | 串流榜             | 週榜               | 2018年11月26日－12月15日（共3周）     | #71      |                 | [ 58 ]   |
| 韓國 | Gaon榜             | BGM榜              | 週榜               | 2018年11月26日－12月8日（共2周）      | #2       |                 | [ 58 ]   |
| 韓國 | Gaon榜             | 單曲榜             | 月榜               | 2018年11月                            | #54      |                 | [ 58 ]   |
| 韓國 | Gaon榜             | 下載榜             | 月榜               | 2018年11月-12月                       | #10      |                 | [ 58 ]   |
| 韓國 | Gaon榜             | 串流榜             | 月榜               | 2018年12月                            | #93      |                 | [ 58 ]   |
| 韓國 | Gaon榜             | BGM榜              | 月榜               | 2018年11月－12月                      | #22      |                 | [ 58 ]   |
| 全球 | United World Chart | Global Album Chart | Global Album Chart | 2018年12月2日－12月8日                | #1       | 186,000         | [ 59 ]   |

### 音樂節目榜單
| 主打歌曲成績 | 主打歌曲成績          | 主打歌曲成績        | 主打歌曲成績           | 主打歌曲成績     | 主打歌曲成績         | 主打歌曲成績                |
| 歌曲         | Mnet 《M! Countdown》 | KBS2 《Music Bank》 | MBC 《Show! 音樂中心》 | SBS 《人氣歌謠》 | SBS MTV 《THE SHOW》 | MBC Music 《Show Champion》 |
| ------------ | --------------------- | ------------------- | ---------------------- | ---------------- | -------------------- | --------------------------- |
| Help Me      | 4                     | 1                   | 2                      | 14               | 無宣傳不排名         | 6                           |

## 音樂錄影帶
| 首播日期       | 歌名                                  |
| -------------- | ------------------------------------- |
| 2018年11月26日 | HELP ME（页面存档备份，存于）         |
| 2018年12月2日  | HELP ME 舞蹈版 （页面存档备份，存于） |
| 2019年1月7日   | HELP ME（页面存档备份，存于）         |

## 發行歷史
| 地區 | 日期           | 格式         | 廠牌                   |
| ---- | -------------- | ------------ | ---------------------- |
| 韓國 | 2018年11月26日 | CD、數位下載 | Pledis娛樂 Stone Music |